# 軽急便
軽急便株式会社（けいきゅうびん、Keikyubin Co., Ltd.）は、日本の運送会社。
本社所在地は名古屋市中区葵1丁目27-29 キリックスビル5階。

## 独立開業システム
個人事業主に対して運送用車両を販売し業務を委託する「独立開業」システムを導入している（2005年からは車両を持ち込んでの開業も可能となった）。このため、軽急便本部とドライバーは、会社と労働者という関係ではないため、労働基準法の適用外となる。

## 沿革
- 1983年（昭和58年）4月 - 創業[1]。
- 1986年（昭和61年）5月 - 名古屋市西区に軽急便株式会社を設立[1]。
- 1989年（平成元年）5月 - 名古屋市中区に本社を移転[1]。
- 2002年（平成14年）10月 - 一般労働者派遣業認可[1]。
- 2003年（平成15年）4月 - 一般乗用旅客自動車運送事業認可
- 2003年（平成15年） 9月16日 - 名古屋立てこもり放火事件発生。
- 2003年（平成15年）12月 - 本社、名古屋支店、名古屋営業所、事務センターを移転[1]。
- 2010年（平成22年）5月 - GPSでの貨物追跡サービス開始[1]。

## その他
本社・名古屋支店のあった第一生命大曽根駅前ビル（名古屋市東区大曽根）での立てこもり放火殺人事件の際に、所属ドライバー一人当たりの年間売上が約400万円と低く、そこから車両購入費、経費、マージンなどを差し引くとドライバーの生活が事実上困難なシステムとなっていることが明るみに出たため、放火したドライバー側にむしろ同情が集まる結果となった。現在は自前での車両持込が可能となったが、事件当時は本部が指定した車両（軽自動車）を購入することが義務付けられていた。その車両購入に際して本部からローンを組まされていた。